# Les Damps
Les Damps is een gemeente in het Franse departement Eure (regio Normandië). De plaats maakt deel uit van het arrondissement Les Andelys. Les Damps telde op 1 januari 2022 1.335 inwoners.

## Geografie
De oppervlakte van Les Damps bedroeg op 1 januari 2022 4,74 vierkante kilometer; de bevolkingsdichtheid was toen 281,6 inwoners per km².

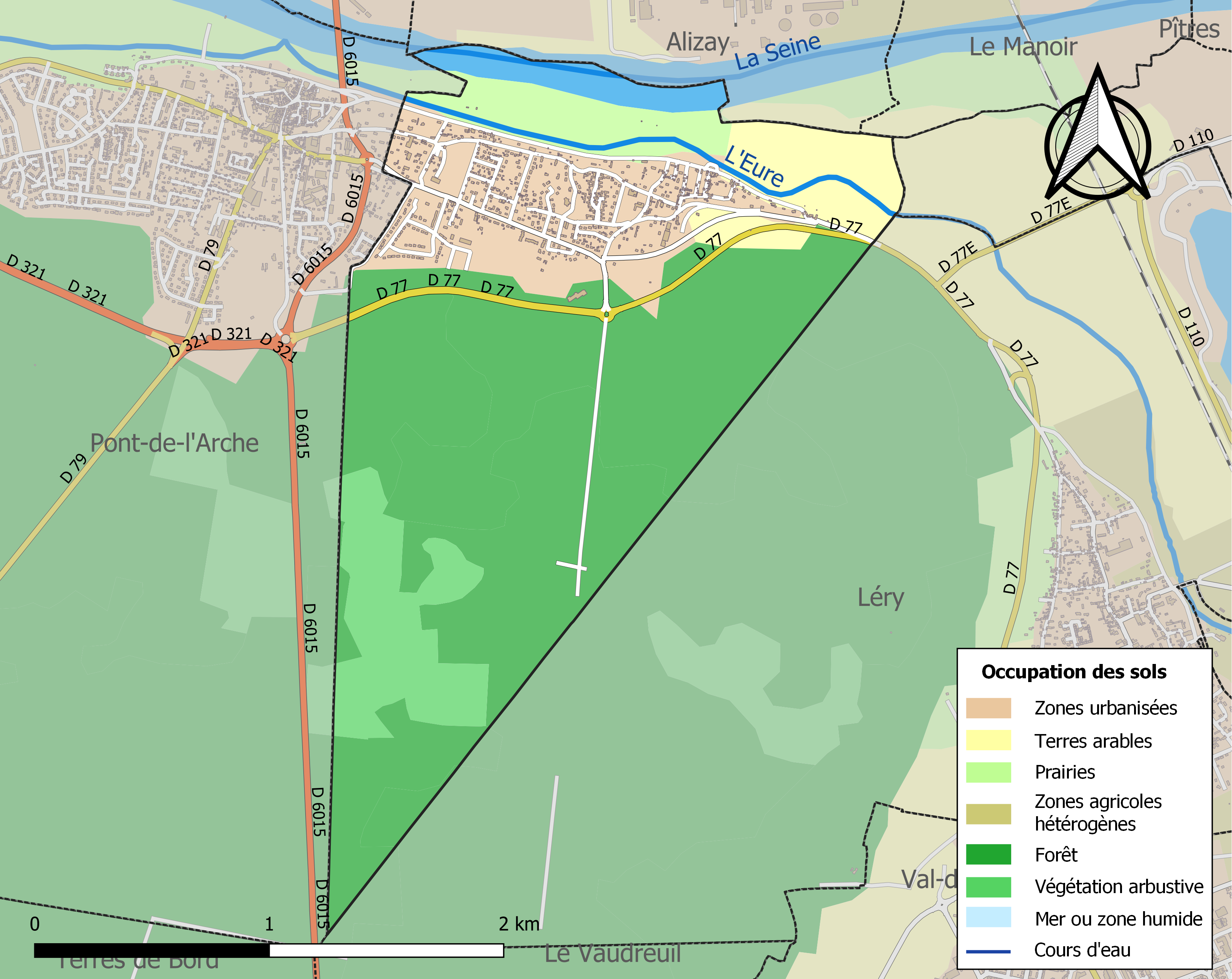
Kaart van de gemeente met belangrijkste infrastructuur, bodemgebruik en omliggende gemeenten

## Demografie
Onderstaande figuur toont het verloop van het inwonertal (bron: INSEE-tellingen).